# Tergostylus couturieri
Tergostylus couturieri är en tvåvingeart som beskrevs av Loïc Matile 1988. Tergostylus couturieri ingår i släktet Tergostylus och familjen platthornsmyggor.
Artens utbredningsområde är Elfenbenskusten. Inga underarter finns listade i Catalogue of Life.